# Książęta Antiochii

## Książęta Antiochii1098-1268

### Dynastia z Hauteville
- Boemund I 1098–1111
  - Tankred regent 1100–1103; 1105–1112
- Boemund II 1111–1130
  - Roger z Salerno regent 1112–1119
  - Baldwin II regent 1119–1126
- Konstancja 1130–1163
  - Baldwin II regent 1130–1131
  - Fulko regent 1131–1136
- Rajmund z Poitiers 1136–1149 (jako mąż Konstancji)
  - Baldwin III Jerozolimski regent 1149–1150
- Renald z Chatillon 1153–1160 (jako mąż Konstancji)

### Dynastia z Poitiers
- Boemund III 1163–1201
- Boemund IV 1201–1216
- Rajmund Ruben 1216–1219
- Boemund IV 1219–1233 (ponownie)
- Boemund V 1233–1251
- Boemund VI 1251–1268

18 kwietnia 1268 sułtan Bajbars zajął księstwo Antiochii

## Tytularni książęta 1268–1457

### Dynastia z Poitiers
- Boemund VI 1268–1275
- Boemund VII 1275–1287
- Lucia z Trypolisu 1287-po1292

### Dynastia Toucy
- Filip przed 1299–1300

### Dynastia Lusignan
- Małgorzata ok. 1308
- Jan I przed 1364–1375
- Jan II przed 1432–1456?
- Jan III (of Coimbra) ok. 1456–1457